# 屏山镇 (泗县)
屏山镇，是中华人民共和国安徽省宿州市泗县下辖的一个乡镇级行政单位。

## 行政区划
屏山镇下辖以下地区：
屏山村、屏东村、吴店村、屏西村、屏北村、彭鲍村、涂山村、大李村、徐贺村、老山村、枯河村和大彭村。